# Название Венгрии
Название «Венгрия» происходит от этнонима «венгры», сами же венгры именуют себя «мадьяры» (венг. magyarok [ˈmɒɟɒrok]), а страну — венг. Magyarország.

## Этногенез и эндоним венгров
Прародиной венгров считаются степные области к востоку от Урала. Выделение протовенгров из праугорской общности обычно соотносится с появлением Саргатской археологической культуры (существовала с VII—VI веков до н. э. по III—V века н. э. в лесостепной зоне Зауралья и Западной Сибири).
В отличие от своих ближайших языковых родственников — хантов и манси, оставшихся в тайге, протовенгры ушли в степи и перешли к кочевому образу жизни. В I тысячелетии н. э. венгры перекочевали в бассейн Нижней Камы (где их памятники фиксируются караякуповской и кушнаревской культурами), затем — в причерноморские и приазовские степи, где находились под властью хазар и булгар. Древневенгерская конфедерация племён состояла из семи собственно венгерских племён и трёх союзных этнически хазарских родов, отколовшихся от Хазарии под названием «кавары».
По мнению ряда историков, древнерусское обозначение венгров — «угры» (в ед. числе — «угрин») восходит к названию оногуров. Наиболее раннее свидетельство об унграх, которые находились недалеко от болгар, содержится в хронике Георгия Амартола, который повествует об участии «унгров» в болгаро-византийском конфликте 836—838 гг.. В 896 году унгры под предводительством основателя династии Арпадов Арпада и его соправителя Курсана переселились в Трансильванию, затем овладели Паннонией, а впоследствии заняли территории современных восточной Австрии и южной Словакии и совершали набеги на Западную Европу.
Венгерский эндоним — «мадьяры» (венг. magyarok) происходит из старовенгерского Magyeri, которое, в свою очередь, произошло в IX или X веке от «медьер» (венг. megyer) — названия одного из семи венгерских племён, входивших в конфедерацию. Первый элемент слова — Magy-, вероятно, происходит от протоугорского *mäńć- («человек»); этот элемент также встречается в этнониме «манси» (mäńćī, mańśi и måńś). По мнению В. А. Никонова, этноним «мадьяры» связан с «манси» как результат фонетических изменений. Этноним «мадьяр» многократно отразился в топонимии и этнонимии Поволжья и Кавказа в форме «маджар»; по мнению ряда исследователей, мишари и мещера могут быть вариантами того же этнонима. Второй элемент слова — -eri («человек», «родословная») сохранился в венгерском языке в виде férj («муж») и родственен марийскому erge («сын») и старофинскому yrkä («молодой человек»). Существует также версия народной этимологии, согласно которой слово «мадьяр» произошло от имени вождя гуннов Мугела.

## Экзонимы для венгров и Венгрии
В различных исторических источниках этноним венгров значительно варьируется. Так, в трудах арабского учёного-энциклопедиста Ибн Руста венгры именуются Madjfarīyah или Madjgharīyah; аль-Масуди упоминает их как Badjghird или Bazkirda; Ибрагим ибн Якуб в своих трудах использует название Unkalī, а Ибн Хайян — Turk.
В 1001 году на западе территории современной Венгрии возникло Королевство Венгрия, просуществовавшее до середины XVI века. В официальных документах на латыни государство именовалось Regnum Hungariae, Regnum Ungarie, Regnum Marianum или просто Hungaria. Официальные документы на венгерском языке использовали для страны название Magyarország, которое также использовалось в официальных документах князей Трансильвании (обладавшей автономией в рамках Королевства Венгрия). Правители германских государств использовали для именования Королевства Венгрии название нем. Königreich Ungarn или просто Ungarn. Название Königreich Ungarn также использовалось с 1849 по 1860-е годы. Венгерское самоназвание королевства — (венг. Magyar Királyság) — использовалось в 1840-х годах и с 1860 по 1918 годы, когда Венгрия входила в состав Австро-Венгрии. После поражения венгро-чешско-хорватского войска в битве при Мохаче (1526 год) и последующего раздела Венгрии королями Венгрии стали Габсбурги. Центральная часть разделённой страны была оккупирована турками (см. Османская Венгрия), а в восточной части образовалось Восточно-Венгерское королевство, впоследствии ставшее княжеством Трансильвания.
Название Королевства Венгрия на других языках населявших его народов:пол. Królestwo Węgier, рум. Regatul Ungariei, сербохорв. Kraljevina Ugarska / Краљевина Угарска, словен. Kraljevina Ogrska, чеш. Uherské království, и словац. Uhorské kráľovstvo. Название на итальянском языке — итал. Regno d’Ungheria.
Во времена Австро-Венгерской империи (1867—1918) земли венгерской короны в составе двуединой Австро-Венгрии именовались Транслейтания (на латинском значит буквально: «по ту сторону» — то есть земли, расположенные на восточной стороне реки Лейты (Литавы), если смотреть со стороны Австрии, в противоположность Цислейтании, королевствам и землям, представленным в Рейхсрате и расположенным по эту сторону Лейты).
После распада Австро-Венгерской империи, в период 1920—1944 годов Венгрия вновь именовалась «Королевство Венгрия» (венг. Magyar Királyság). В 1944, после прихода к власти Ф. Салаши, страна именовалась «Венгерский Союз древних земель». В 1946 году название было изменено на Венгерская Республика (венг. Magyar Köztársaság), в 1949—1989 — Венгерская Народная Республика (венг. Magyar Népköztársaság), с 1989 года вновь именуется «Венгерская Республика».